# Estação Krestianskaia Zastava
Krestianskaia Zastava (em russo:  Крестья́нская заста́ва) é uma das estações da linha Liublinsko-Dmitrovskaia (Linha 10) do Metro de Moscovo, na Rússia. Estação «Krestianskaia Zastava» está localizada entre as estações «Dubrovka» e «Rimskaia».